# Болшая Роговая
Болшая Роговая (Верхная Роговая, Роговая) (на руски: Большая Роговая, Верхняя Роговая) е река в Ненецки автономен окръг и Република Коми на Русия, десен приток на Уса (десен приток на Печора). Дължина 311 km. Площ на водосборния басейн 7290 km².
Река Болшая Роговая води началото си на 144 m н.в. на територията на Ненецки автономен окръг и тече, като силно меандрира, сред блатата на Болшеземелската тундра. В горното течение посоката ѝ е южна, а в средното и долното – югозападна. Влива се отдясно в река Уса (десен приток на Печора), при нейния 252 km, на 47 m н.в., на 6 km западно от село Петрун в Република Коми. Основни притоци: леви – Сятейтивис (61 km), Мали Пятомбой (55 km), Палникю (53 km), Микитю (91 km), Ручу (65 km); десни – Лек-Нерцета (157 km). Има смесено подхранване – снежно и дъждовно, с ясно изразено пролетно пълноводие през юни и началото на юли. Заледява се през октомври или началото на ноември, а се размразява в края на май или началото на юни. По течението ѝ има само едно постоянно населено място – село Костюк, в най-долното ѝ течение.